# الأم والآلة
الأم والآلة (بالإنجليزية: Mother/Android)‏ هو فيلم خيال علمي أمريكي صدر عام 2021 من إخراج ماتسون توملين وبطولة كلوي غرايس موريتز،ألجي سميث وراؤول كاستيلو. 

## روابط خارجية
- الأم والآلة على موقع IMDb (الإنجليزية)
- الأم والآلة على موقع ميتاكريتيك (الإنجليزية)
- الأم والآلة على موقع روتن توميتوز (الإنجليزية)
- الأم والآلة على موقع نتفليكس (الإنجليزية)
- الأم والآلة على موقع ألو سيني (الفرنسية)
- الأم والآلة على موقع فيلمافينيتي (الإسبانية)
- الأم والآلة على موقع قاعدة بيانات الفيلم (الإنجليزية)
- الأم والآلة على موقع ليتربوكسد (الإنجليزية)
- الأم والآلة على موقع كينوبويسك (الروسية)